# Terremoto de Santiago de 1575
El terremoto de Santiago de 1575 (no confundir con el gran terremoto de 1575 que afectó a Valdivia) es el primer gran sismo registrado oficialmente en la ciudad de Santiago de Chile. Aunque si bien tuvo una larga prolongación en el tiempo no fue demasiado destructivo. Aconteció a las diez de la mañana del domingo 17 de marzo de 1575 y, de acuerdo al Servicio Sismológico de Chile, tuvo una magnitud de 7,3 MS, con epicentro en la actual comuna de Vitacura, cercano a la Falla de Ramón, dejando una secuela de 35 muertos registrados. Quizás la escala de comparación con el «casi cataclismo» de Valdivia minimizó la apreciación de los cronistas.
Este terremoto fue tomado dentro de la religiosa mentalidad de la época como una «advertencia de Dios, lo cual se corroboró cuando en diciembre, Valdivia y las ciudades del sur fueron afectadas por un terremoto y tsunami además del inicio de la una nueva rebelión mapuche, cuando los indígenas lo interpretaron como una señal fatídica de sus dioses en contra del dominio español».